# إيرول فلين
إيرول فلين (بالإنجليزية: Errol Flynn)‏ (مواليد 20 يونيو 1909 - الوفاة 14 أكتوبر 1959) هو ممثل أسترالي بدأ مسيرته الفنية عام 1932.

## روابط خارجية
- إيرول فلين على موقع IMDb (الإنجليزية)
- إيرول فلين على موقع الموسوعة البريطانية (الإنجليزية)
- إيرول فلين على موقع روتن توميتوز (الإنجليزية)
- إيرول فلين على موقع مونزينجر (الألمانية)
- إيرول فلين على موقع ألو سيني (الفرنسية)
- إيرول فلين على موقع ميوزك برينز (الإنجليزية)
- إيرول فلين على موقع تيرنر كلاسيك موفيز (الإنجليزية)
- إيرول فلين على موقع أول موفي (الإنجليزية)
- إيرول فلين على موقع قاعدة بيانات الأفلام السويدية (السويدية)
- إيرول فلين على موقع إن إن دي بي (الإنجليزية)